# 桜川ひめこ
桜川 ひめこ（さくらがわ ひめこ、1986年3月21日- ）は、日本の歌手、元祖いもうと属性アキバ系アイドル、タレント、作詞家。東京都出身。設定上は「ふしぎの国（東京都）」出身。

## 略歴
アキバ系アイドルとして、テレビ出演、歌手、声優など、マルチな活動を行う。2007年（平成19年）11月、ビクターより『アキバに行くのん!』でメジャーデビューを果たす。
2009年、桜川ひめこ本人によるデザインの商品を売る「idolop!（アイドロップ）」というブランドを立ち上げている。
2012年に「idorop!（アイドロップ）」を桜川を中心とした音楽プロジェクトチームとして刷新し、新たな活動を展開している。
2013年8月1日に「idolop!（アイドロップ）」は所属事務所として設立される。2017年10月3日に事実上消滅。
2015年3月22日のソロライブをもって、ライブ活動を休止。同年8月にはプロデューサーであり作詞家の松村和俊と入籍し2017年2月に女児を産んだことを同年12月16日に報告した。
2019年7月14日に、渋谷テイクオフセブンにて森下純菜との共演ライブで、ライブ活動を再開する。
2021年6月14日に、アイドルショット合同会社に事務所を移籍。作詞家としても登録された。

## 人物
- キャッチフレーズは「元祖いもうと属性アキバ系アイドル」。
- 挨拶口上は「今日もげんげんげんきでめろめろめろんなひめめこと桜川ひめこです☆めろめろ、めろ～ん!!☆」
- 好きな食べ物はめろめろめろん（メロン）、たこわさ(バナナマンのブログ刑事（東海テレビ）にて発言している)
- 畑亜貴作詞のメロンブックステーマ曲『めろんしちゃって☆』以外のオリジナル曲はほぼ本人による作詞である。
- 参加ユニットを含めたオリジナル曲はCD未発売のものも含めて50曲ほどあり、うちソロ名義でのオリジナル曲は37曲ある。
- 携帯電話や携帯ゲーム機へのデコレーションや手作りデコスイーツの制作などを趣味としており、パジコから桜川ひめこプロデュースのデコスイーツキットが発売されている。
- ワンマンライブ用の衣装デザインなどもよくしており、自身のデザインによるメジャーデビューシングル『アキバにいくのん!』の衣装の「ひめめいど」が、エミリーより発売されている。
- 人気シリーズCMのサントリー BOSSレインボーマウンテン（2008年1月） - 「宇宙人ジョーンズ 秋葉原編」に秋葉原の歩行者天国で歌うアキバ系アイドル＝本人役として出演、ハリウッド俳優のトミー・リー・ジョーンズと共演。
- 『森田一義アワー 笑っていいとも!』の「出たいドル!」というコーナーに出演し、いろいろなシチュエーションでのおにいちゃん（と呼ぶ声）を披露する。その後、出たいドルDXに選抜メンバーで再出演し、さらにその翌週には緊急企画「おにいちゃんはどこまで出来るか!?」という特別コーナーが組まれゲスト出演した。
- 芸能活動の傍ら、保育園で保育の仕事をして子供たちと接している。

### 出身地
出身地はふしぎの国（東京都）。ふしぎの国へのアクセスは『トレイントレイン』と言う電車に乗り、運賃は片道なんと100万円かかると言う。トレイントレインの乗車駅はJR、私鉄、地下鉄問わず、どの駅からでも乗車が可能であるそうだが、その代表する駅が小田急線・横浜線の町田駅と銀座線・丸ノ内線の赤坂見附駅である。

## ディスコグラフィー

### シングル
1. 『アキバに行くのん!』（2005年8月3日）
2. 『めろんしちゃって☆』（2007年7月20日）
3. 『アキバに行くのん!』（2007年11月28日・発売元：エクスペリエンスレコーズ、販売元：ビクターエンタテインメント）
4. 『運命のリンク』（2008年5月3日）
5. 『My Way なキミ』（2008年8月27日）
6. 『らぶ★ぴんく』（2008年12月10日）

### アルバム
1. 『お兄ちゃん♪買って!買って!買って〜!!』（2006年4月15日）
2. 『まるごと☆ひめめ 〜おにいちゃんセレクション』（2013年11月3日）
3. 『まるごと☆ひめめ2〜ひめめセレクション』（2014年11月16日）

### 企画CD他
- 『おにいちゃんCD』（2006年）
- 『おしかりCD』（2006年12月30日）
- 『アキバのみんなのうた』（2007年7月4日）

『おもちゃのちゃちゃちゃ』（童謡『おもちゃのチャチャチャ』をカバー）収録。
- 『おねえちゃんCD』（2008年2月14日）
- 『おにいちゃんCD ADVANCE』（2008年2月14日）
- 『アキバのすい〜と☆ぱるふぇ』（2008年2月14日）

マーベル☆ぱるふぇ（桜川ひめこ、松本香苗、三橋美紗子、たぬまゆみ、あさくらはるか17）による表題曲を含むアルバム。
- 『チューCD』（2008年7月24日）
- 『萌レゲェ』（2008年8月6日、日本クラウン）

『BE TOGETHER』（TM NETWORK・鈴木あみのカバー曲）、『そばかす』（JUDY AND MARYのカバー曲）収録
- 『鉄道CD』（2009年4月29日発売）

オリジナル曲『電車で行くのん!』収録（作詞・作曲IKUTO）
- 『リアル系アイドル図鑑 コンピレーションアルバム』（2011年5月25日・メディアファクトリー）

### 映像作品
- 『お兄ちゃん…大Chuき☆』（2005年）
- 『AKI.BA.NA.NO.NIN〜アキバナノニン〜』（2006年）
- 『おしゃべりフィギュア』（2006年）
- 『ビデオひめ革命 あきばせんせーしょん』（2008年）
- 『ひめめのしゃぼん 妹からのメッセージ』（2008年）
- 『Wink03 桜川ひめこ めろめろ★ひめめ』（2008年9月29日・オルタックピクチャーズ）

### 通信カラオケ
- 『アキバに行くのん!』（DAM）
- 『らぶ★ぴんく』（DAM）

## 出演

### テレビ
- 森田一義アワー 笑っていいとも!（フジテレビ） - 2009年4月16日、「出たいドル!デラックス」のコーナーに出演 - 2009年6月30日

同年7月7日にも「緊急企画・おにいちゃんはどこまで出来るか!?」という特別コーナーにゲスト出演
- リンカーン（TBS）
- 『ぷっ』すま（テレビ朝日）
- オリキュン・ヲタ芸部（フジテレビ）
- 不思議の国のアリス（フジテレビ）
- ランク王国（TBS）
- サバドル!（テレビ東京）
- 萌えてムーチョ!（テレビ東京）
- ネプベガス（TBSテレビ）
- 桜塚ヤンキーズ（テレビ埼玉）コーナーレギュラー出演
- Akiba-POP ジェネレーション!（MONDO21）
- デジドル@DEEP（MONDO21）
- アイドルマンション物語（エンタ!371）
- バナナマンのブログ刑事（東海テレビ） - 常連ゲスト
- ビートたけしのTVタックル（テレビ朝日） - 2014年4月28日

### ネット番組（レギュラーのみ）
- MarvelYell.RADIO 毎週水曜日は「萌えるコミの日」

（すときゃ!）
- 萌えテレ-ヘコヘコ給食-

（ニコニコ動画、2007年6月1日 - 2007年8月31日）
- 桜川ひめこのピンクステーション

（お台場レインボーステーションFM、2008年）
- 桜川ひめこのひめラヂ

（モバHO!サービス終了による停波により全8回で終了。2008年）
- メロンブックス プレゼンツ 桜川ひめこのはぁとにめろん

（アキバ系BBちゃんねる、2007年 - 2009年）
- メロンブックス プレゼンツ 桜川ひめこの超はぁとにめろん

（アキバ系BBちゃんねる）隔週配信の動画番組（2009年 - ）
- 宇宙一せまい授業!（あっ!とおどろく放送局）

### イベント
- ワンマンライブひめ革命

原宿アストロホール、上野水上音楽堂、渋谷クラブクアトロなど現10回。
- フェスティバル

「DreamParty」（メロンブックスの協賛により「DreamParty2007年秋」以降年2回メインステージにて単独ステージ）。
「萌えフェス」（2007年）、「アニソン魂」（2007年）、「akibaオタクまつり」（2008年）、「秋葉原エンタまつり」（2009年）など。
- 地方イベント

「ひめ革命in広島」（KKRホテル広島、2009年）、「エコライフ山形」（山形ビッグウイング、2009年）、「世界のFUN!FUN!FUN!」（名古屋ダイアモンドホール、2008年）、「めろんしちゃって☆東名阪ツアー」（2007年）など。

### 舞台
- 月蝕歌劇団
  - 『盲人書簡〜上海編〜』
  - 『新撰組in1944〜ナチス少年合唱団〜』
  - 『龍馬は戦場に行った』
- K'sプロデュース
  - 『クリスマスナイツ-聖夜のファンタジスタ』（2006年）
  - 『水流月の島』（2007年）
- キャビネット
  - 『メイド喫茶の神様』（2007年）
- 裏原WS音速すくわっと
  - 『わさび』

### CM
- サントリー BOSSレインボーマウンテン（2008年1月） - 「宇宙人ジョーンズ 秋葉原編」

### キャットファイト
- アイドルファイト 女闘美X（2004年）

### オリジナルビデオ
- 『新･高校教師 さくらんぼの季節』（2005年）
- スーパーヒロインマガジンVol.3『レッドヴァルゴ』（2007年）
- 『アイドルフェチズム The競泳水着Vol.2』（2009年）

### 声優
- マクダルのカンフーようちえん（英語版）（2012年・日中共同製作のアニメ映画） - アヒルのグーシー役
- オフタク タクシーで乗りつける芸能人の休日ナビ（東海テレビ） - ナレーション

### スマートフォンゲーム
- アイドルトリック-Fake Social Network-（2016年、ヴァンガード）企画・キャスティング・出演（桃瀬陽菜 役：桜川ひめこ本人がモデルになっている[3]

## その他
- めいどinじゃぱん - メイドとして2005年11月の開店時から2007年9月の閉店時まで在籍。
- ロイヤルミルク - めいどinじゃぱん閉店後に移籍したメイド喫茶。
- ミスティヘヴン - 桜川がウェイトレスとして在籍した秋葉原（外神田3丁目）のメイド喫茶。最寄り駅は東京メトロ銀座線末広町駅。2009年12月30日閉店。
- AKIHABARAバックステージパス⇔pass - 2011年7月のオープニングからキャストとして在籍。2012年4月卒業。

## 関連書籍
- 『秋葉日和』（2006年9月20日、新風社）

秋葉原の街をコスプレ少女とともに写し出した記録的写真集。
- 『お前らにも出来ル! ネットで流行っている料理まとめ本』（2008年4月25日、にゅーあきば）

モデル・桜川ひめ子、ただし、正式名称は「桜川ひめこ」。
- 『メイド喫茶で会いましょう』（2008年8月21日、アールズ出版）

アキバ系アイドル、メイドとして巻頭にメッセージ掲載。
- 『リアル系アイドル図鑑 パーフェクトメモワール』（2011年4月11日、リイド社）

### 公式サイト
- 桜川ひめこ公式ブログ「ひめ☆ろぐ」 （日本語）（2008年9月12日 - ）
- 桜川ひめこ (@himeme_) - X（旧Twitter） （日本語）（2010年2月24日 17:53:18 - ）※ UTC表記。
- めろめろめろん
- 桜川ひめこオフィシャルホームページ （日本語）（2021年6月14日 - ）
- 所属事務所アイドルショット合同会社 - ウェイバックマシン（2021年6月14日アーカイブ分） （日本語）（2021年6月14日 - ）